# Кевединка
Кевединка је сорта белог грожђа која води порекло из Мађарске. Гаји се и Војводини, нарочито у околини Суботице. Позната је још и под именом ружица. Има средње бујан чокот и мале бобице. Сазрева касно и добро подноси ниске температуре и сушу. Од кевединке се добија вино изразито слатког укуса.